# 马维伊-芒德洛
马维伊-芒德洛（法語：Mavilly-Mandelot）是法国科多尔省的一个市镇，属于博讷区。该市镇总面积9.8平方公里，2009年时的人口为162人。

## 人口
马维伊-芒德洛人口变化图示